# Римская матрона

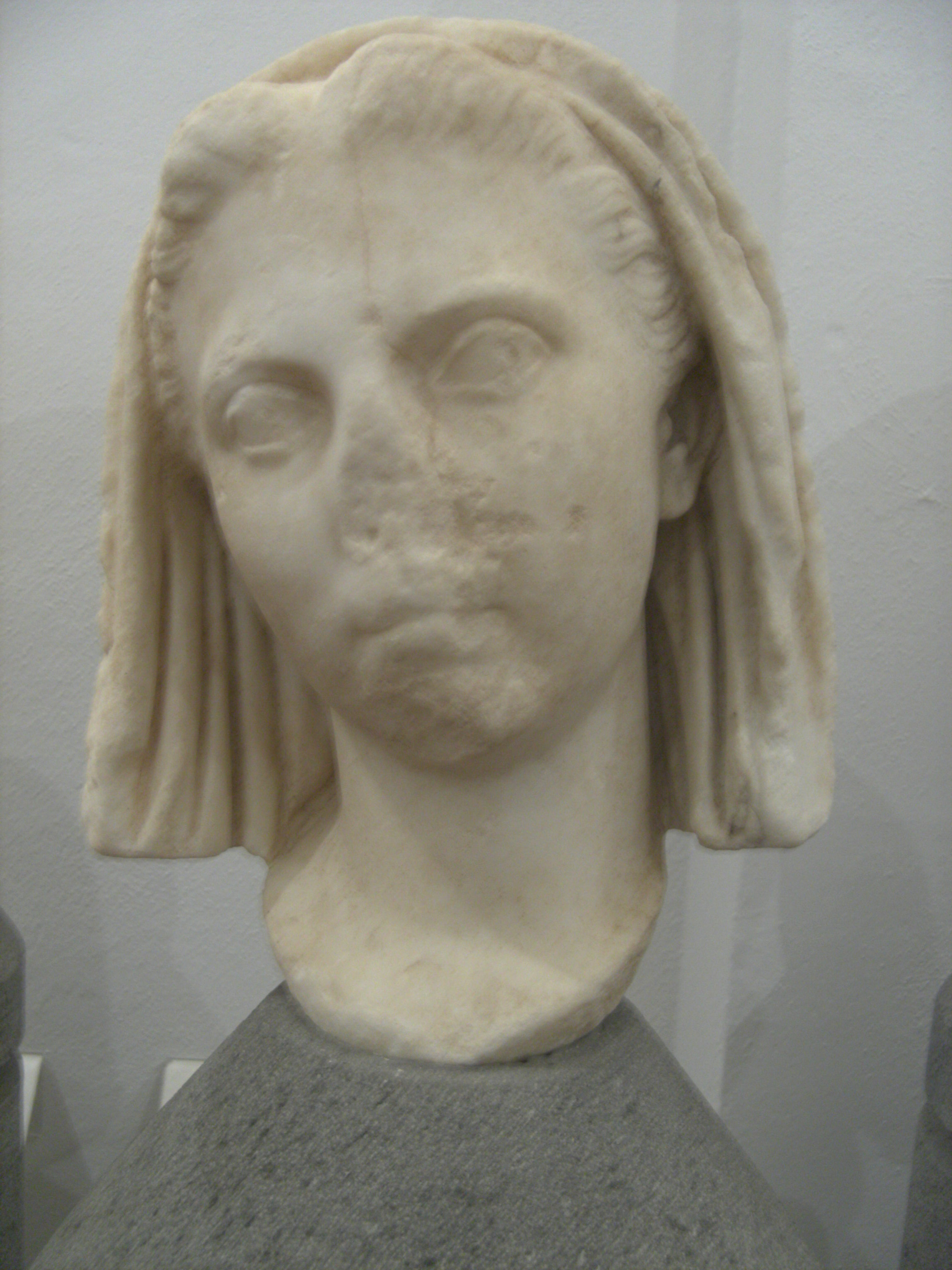
Бюст римской матроны Випсании

Ри́мская матро́на (лат. matrona) — в Древнем Риме почётное название свободнорождённой замужней женщины, пользующейся хорошей репутацией и принадлежащей к высшему сословию. Слово произошло от латинского mater — мать. Матрона (имеющаяся статус matris familias) находилась под протекцией мужчины — главы семьи (pater familias), уделяя основное внимание заботе о детях, домочадцах и домашнем хозяйстве. Как правило, матрона не могла заниматься политической или государственной деятельностью.
Римские матроны, вошедшие в историю:
- Аврелия Котта (ум. 54 до н. э.);
- Антония Младшая (36 до н. э. — 37);
- Випсания Агриппина (36 до н. э. — 20);
- Валерия Мессала (кон. II в. до н. э. — после 78 г. до н.э);
- Зенобия (ум. после 274);
- Кальпурния Пизонис (ок. 76 — после 44 до н. э.);
- Клодия Пульхра Терция (ум. не ранее 44 до н. э.);
- Ливия Друзилла (58 до н. э. — 29);
- Сервилия Цепиона (ок. 100 — после 42 до н. э.);
- Фульвия Бамбула (83/82 — 40 до н. э.).

Позднее в русском языке слово матрона стало использоваться в значении уважаемая женщина, мать семейства. От термина «матрона» произошло христианское женское имя Матрона, трансформировавшееся в русском языке в Матрёна.